# Paryphanta lignaria
Paryphanta lignaria es una especie de molusco gasterópodo de la familia Paryphantidae en el orden de los Stylommatophora.

## Distribución geográfica
Es endémica de Nueva Zelanda. 